# Liste der Baudenkmäler in Postau
Auf dieser Seite sind die Baudenkmäler in der niederbayerischen Gemeinde Postau zusammengestellt. Diese Tabelle ist eine Teilliste der Liste der Baudenkmäler in Bayern. Grundlage ist die Bayerische Denkmalliste, die auf Basis des Bayerischen Denkmalschutzgesetzes vom 1. Oktober 1973 erstmals erstellt wurde und seither durch das Bayerische Landesamt für Denkmalpflege geführt wird. Die folgenden Angaben ersetzen nicht die rechtsverbindliche Auskunft der Denkmalschutzbehörde.

## Baudenkmäler nach Ortsteilen

### Postau
| Lage                     | Objekt                       | Beschreibung | Akten-Nr.    | Bild           |
| ------------------------ | ---------------------------- | --- | ------------ | -------------- |
| Am Pfarrhof 1 (Standort) | Katholische Kirche St. Maria | Saalkirche mit eingezogenem Chor, spätgotischer Bau von 1492, Langhaus um 1860 neugotisch verändert, Turmoberbau und Helm später, Gliederung durch Strebepfeiler und Dachfries, nördlich Chorflankenturm mit achtseitigem Oberbau und Spitzhelm; mit Ausstattung. | D-2-74-174-1 | weitere Bilder |

### Armannsberg
| Lage                  | Objekt                                      | Beschreibung | Akten-Nr.    | Bild                                        |
| --------------------- | ------------------------------------------- | --- | ------------ | ------------------------------------------- |
| Haus Nr. 2 (Standort) | Wohnstallhaus eines Dreiseithofs mit Stadel | zweigeschossiger Satteldachbau, mit Blockbau-Obergeschoss und Traufschrot, 19. Jahrhundert; Stadel in Blockbauweise mit Satteldach, gleichzeitig. | D-2-74-174-4 | Wohnstallhaus eines Dreiseithofs mit Stadel |

### Grießenbach
| Lage                     | Objekt                         | Beschreibung | Akten-Nr.    | Bild                           |
| ------------------------ | ------------------------------ | --- | ------------ | ------------------------------ |
| Gutshofstraße (Standort) | Katholische Kirche St. Stephan | Saalkirche mit eingezogenem Chor, schlichter gotischer Bau des 14. Jahrhunderts, östlich anstoßender Turm, wohl später, ungegliedert, mit steilem Satteldach; mit Ausstattung. | D-2-74-174-5 | Katholische Kirche St. Stephan |

### Hofberg
| Lage                                             | Objekt  | Beschreibung | Akten-Nr.    | Bild           |
| ------------------------------------------------ | ------- | --- | ------------ | -------------- |
| Arcostraße 1, 2, 3, Schloßstraße 4, 7 (Standort) | Schloss | barocke Vierflügelanlage, dreigeschossige Bauten um einen kleinen Innenhof, Südseite mit Rustika, Pilastergliederung und geschweiftem Giebel, ab 1695, mit Schlosskapelle St. Achatius, 1695 ff.; mit Ausstattung; Verwalterhaus westlich vor der Toreinfahrt, zweigeschossiger Satteldachbau, wohl 18. Jahrhundert; Torbau mit Verwaltungstrakt, zweigeschossiger Satteldachbau mit Durchfahrt und Torturm, mit Putzgliederung, um 1700; Brauerei mit Mahlhaus, ein- bis zweigeschossige Satteldachbauten; Ökonomiegebäude um einen großen Hof, eingeschossige Satteldachbauten mit Durchfahrt, um 1700; Brunnen im Hof, um 1700. | D-2-74-174-7 | weitere Bilder |

### Irlsbrunn
| Lage                   | Objekt                                | Beschreibung | Akten-Nr.     | Bild           |
| ---------------------- | ------------------------------------- | --- | ------------- | -------------- |
| Haus Nr. 29 (Standort) | Bauernhaus                            | zweigeschossiger Flachsatteldachbau, Blockbau-Obergeschoss mit Trauf- und Giebelschrot, Ende 18./Anfang 19. Jahrhundert. | D-2-74-174-10 | BW             |
| Haus Nr. 31 (Standort) | Hofkapelle St. Heinrich und St. Josef | kleiner Holzbau mit Dachreiter, 1913.                                                                                    | D-2-74-174-12 | weitere Bilder |

### Kirchthann
| Lage                  | Objekt                        | Beschreibung | Akten-Nr.     | Bild                          |
| --------------------- | ----------------------------- | --- | ------------- | ----------------------------- |
| Haus Nr. 1 (Standort) | Traidboden eines Mehrseithofs | in Blockbauweise mit Satteldach, erste Hälfte 19. Jahrhundert; Hofkapelle, katholische Kapelle St. Sebastian, klassizistisch, Mitte 19. Jahrhundert; mit Ausstattung. | D-2-74-174-14 | Traidboden eines Mehrseithofs |

### Moosthann
| Lage                            | Objekt                            | Beschreibung | Akten-Nr.     | Bild                              |
| ------------------------------- | --------------------------------- | --- | ------------- | --------------------------------- |
| Am alten Dorfplatz 5 (Standort) | Ehemalige Handwerkersölde         | Mittertennbau mit Werkstatt, eingeschossiger Flachsatteldachbau mit Giebelschrot, in Blockbauweise, 18. Jahrhundert.                                                                                             | D-2-74-174-17 | Ehemalige Handwerkersölde         |
| Am alten Dorfplatz 6 (Standort) | Katholische Pfarrkirche St. Jakob | Saalkirche mit eingezogenem Chor, Gliederung durch Lisenen am Chor und Putzbänderung, nördlich Chorflankenturm mit abgesetztem Oberbau und Spitzhelm, barocker Bau von 1740, Turmspitze später; mit Ausstattung. | D-2-74-174-20 | weitere Bilder                    |
| Am alten Dorfplatz 8 (Standort) | Traidkasten                       | in Blockbauweise mit Satteldach, 18. Jahrhundert. | D-2-74-174-16 | Traidkasten                       |
| Blumenstraße 2 (Standort)       | Wohnstallhaus mit Stadel          | zweigeschossiger Blockbau mit zwei Giebelschroten, 18. Jahrhundert; Stadel in Blockbauweise mit Satteldach, 18. Jahrhundert.                                                                                     | D-2-74-174-19 | Wohnstallhaus mit Stadel          |
| Kreutweg 3 (Standort)           | Stadel eines ehemaligen Pfarrhofs | Blockbauweise mit Satteldach, 18. Jahrhundert. | D-2-74-174-15 | Stadel eines ehemaligen Pfarrhofs |

### Oberköllnbach
| Lage                          | Objekt                                              | Beschreibung | Akten-Nr.     | Bild                                                |
| ----------------------------- | --------------------------------------------------- | --- | ------------- | --------------------------------------------------- |
| Köllnbachstraße 16 (Standort) | Wohnstallhaus eines ehemaligen Hakenhofs mit Stadel | zweigeschossiger Flachsatteldachbau, Blockbau-Obergeschoss, mit Giebellaube, Ende 18./Anfang 19. Jahrhundert; Stadel in Blockbauweise mit Satteldach, gleichzeitig.                                      | D-2-74-174-22 | Wohnstallhaus eines ehemaligen Hakenhofs mit Stadel |
| Köllnbachstraße 40 (Standort) | Katholische Kirche Mariä Verkündigung               | Saalkirche mit eingezogenem Chor und Westturm, Gliederung durch Lisenen und Putzbänderung, Westturm mit Geschossgliederung, abgesetztem Oberbau und Spitzhelm, barocke Anlage von 1721; mit Ausstattung. | D-2-74-174-21 | Katholische Kirche Mariä Verkündigung               |

### Unholzing
| Lage                    | Objekt                        | Beschreibung | Akten-Nr.     | Bild           |
| ----------------------- | ----------------------------- | --- | ------------- | -------------- |
| Dorfstraße 4 (Standort) | Katholische Kirche St. Quirin | Saalkirche mit eingezogenem Chor, Gliederung durch Lisenen und Putzbänderung, südlich Chorflankenturm mit Achteckaufsatz und Zwiebelkuppel, barocke Anlage der ersten Hälfte des 18. Jahrhunderts; mit Ausstattung. | D-2-74-174-24 | weitere Bilder |

### Unterköllnbach
| Lage                      | Objekt                                      | Beschreibung | Akten-Nr.     | Bild                                        |
| ------------------------- | ------------------------------------------- | --- | ------------- | ------------------------------------------- |
| Haus Nrn. 6, 8 (Standort) | Mittertennhaus                              | zweigeschossiger Satteldachbau mit Blockbau-Obergeschoss, 18. Jahrhundert.                                                                                         | D-2-74-174-31 | Mittertennhaus                              |
| Haus Nr. 24 (Standort)    | Katholische Kirche St. Nikolaus             | Saalkirche mit eingezogenem Chor, Gliederung durch Lisenen und Putzbänderung, östlich Dachreiter mit kleiner Zwiebelkuppel, barocker Bau um 1700; mit Ausstattung. | D-2-74-174-30 | weitere Bilder                              |
| Haus Nr. 26 (Standort)    | Wohnstallhaus eines ehemaligen Dreiseithofs | zweieinhalbgeschossiger Flachsatteldachbau, Blockbau mit Trauf- und Giebelschrot, bezeichnet 1690; nordwestlich der Kirche.                                        | D-2-74-174-32 | Wohnstallhaus eines ehemaligen Dreiseithofs |

## Ehemalige Baudenkmäler
In diesem Abschnitt sind Objekte aufgeführt, die früher einmal in der Denkmalliste eingetragen waren, jetzt aber nicht mehr. Objekte, die in anderem Zusammenhang also z. B. als Teil eines Baudenkmals weiter eingetragen sind, sollen hier nicht aufgeführt werden. Aktennummern in diesem Abschnitt sind ehemalige, jetzt nicht mehr gültige Aktennummern.

| Lage                                            | Objekt                                      | Beschreibung                                                                                                 | Akten-Nr.     | Bild              |
| ----------------------------------------------- | ------------------------------------------- | --- | ------------- | ----------------- |
| Postau Hauptstraße 20 (Standort)                | Wohnstallhaus eines Dreiseithofs mit Stadel | Blockbau mit Flachsatteldach und Traufschrot, Ende 18. Jahrhundert; Blockbaustadel, bezeichnet 1842.         | D-2-74-174-2  | BW                |
| Hopfenspirg bei Haus Nr. 37 1/2 (Standort)      | Kapellenbildstock                           | Erste Hälfte 19. Jahrhundert. An anderem Standort erneuert.                                                  | D-2-74-174-9  | Kapellenbildstock |
| Irlsbrunn Haus Nr. 31 (Standort)                | Wohnstallhaus                               | zweigeschossiger Blockbau, Ende 18./Anfang 19. Jahrhundert.                                                  | D-2-74-174-11 | BW                |
| Kirchthann Haus Nr. 13 (Standort)               | Katholische Kapelle St. Sebastian           | klassizistisch, Mitte 19. Jahrhundert; mit Ausstattung.                                                      | D-2-74-174-13 | weitere Bilder    |
| Moosthann Am Rohrbach 1 (Standort)              | Wohnstall-Speicherhaus                      | Blockbau-Obergeschoss, teilweise verputzt, mit Ständerriegelanbau, 18. Jahrhundert.                          | D-2-74-174-18 | BW                |
| Oberköllnbach Armannsberger Straße 1 (Standort) | Wohnstallhaus                               | zweigeschossiger Flachsatteldachbau, mit Blockbau-Obergeschoss, von 1849.                                    | D-2-74-174-23 | Wohnstallhaus     |
| Unholzing Dorfstraße 7 (Standort)               | Mitterstallhaus                             | in Blockbauweise, 19. Jahrhundert.                                                                           | D-2-74-174-26 | BW                |
| Unholzing Dorfstraße 10 (Standort)              | Reich geschnitzter Traufschrot              | 19. Jahrhundert; am Wohnstallhaus.                                                                           | D-2-74-174-25 | BW                |
| Unholzing Bergstraße 5 (Standort)               | Bildstock                                   | aus dem 19. Jahrhundert; östlich am Talhang. Der Bildstock wurde 2002 renoviert und zur Bergstraße versetzt. | D-2-74-174-29 | Bildstock         |

## Abgegangene Baudenkmäler
In diesem Abschnitt sind Objekte aufgeführt, die früher einmal in der Denkmalliste eingetragen waren, jetzt aber nicht mehr existieren, z. B. weil sie abgebrochen wurden. Aktennummern in diesem Abschnitt sind ehemalige, jetzt nicht mehr gültige Aktennummern.

| Lage                                                   | Objekt        | Beschreibung | Akten-Nr.     | Bild           |
| ------------------------------------------------------ | ------------- | --- | ------------- | -------------- |
| Postau Große Wiesen, am westlichen Ortsende (Standort) | Wegkapelle    | aus dem 18./19. Jahrhundert. Die Kapelle wurde 2004 bei einem Autounfall zerstört und nicht wieder aufgebaut. Lediglich ein Eisenkreuz auf einem Steinsockel erinnerte noch ein paar Jahre an die einstige Kapelle. Im Jahr 2018 war auch davon nichts mehr zu sehen. | D-2-74-174-3  | weitere Bilder |
| Unholzing Dorfstraße 5 (Standort)                      | Wohnstallhaus | Zweigeschossiger Satteldachbau, Blockbau-Obergeschoss mit Traufschrot, 19. Jahrhundert. Abgebrochen. | D-2-74-174-27 | Wohnstallhaus  |